# Tiro con arco con diana

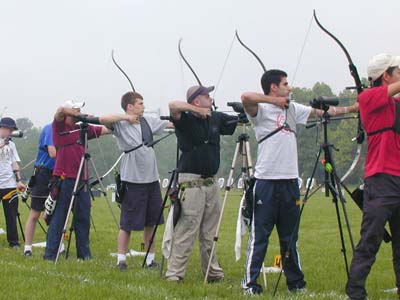
Competición con diana en exteriores

Tiro con arco con diana, el tiro con arco con dianas moderno de competición es, a menudo, dirigido por la Federación Internacional de Tiro con Arco, abreviado FITA (Féderation Internationale de Tir à l'Arc). Las normas olímpicas derivan de esta federación.
Los blancos en las competiciones de tiro con arco pueden estar en interiores o exteriores. Las distancias interiores son de 18 y 25 m. Las exteriores varían desde 30 hasta 90 m. La competición se divide en finales de 3 y 6 flechas. Después de cada final, los competidores van andando hasta el esterón donde está el blanco para puntuar y recoger las flechas. Los arqueros tienen un tiempo limitado para disparar sus flechas.

Diana oficial FITA para 60, 70 y 90 m.

Las dianas se marcan con 10 anillos concéntricos que se han de puntuar del 1 al 10, siendo el centro el 10. Además, en el centro hay un pequeño círculo, llamado a veces X. En exteriores, sirve para desempatar puntuando el mayor número de X. Los arqueros puntúan cada final sumando los puntos de cada flecha. Las que estén tocando una línea se puntúan con la puntuación mayor.
Las diferentes rondas y distancias usan diferentes dianas. Estas varían desde 40 cm (18 m, en interiores, 80 cm en 30 y 50 m, 122 cm en 60 y 70 m para damas, 70 y 90 m. para varones, en exteriores, para FITA, usadas en competiciones olímpicas).
- Datos: Q6147333